# Imposta sui redditi da capitale
L'imposta sui redditi da capitale (in inglese capital gains tax - CGT) è una tassa o un'imposta sul profitto ottenuto da una cessione di un bene mobiliare o immobiliare. Solitamente i profitti da capitale più comuni sono la vendita di azioni, obbligazioni, titoli di Stato, proprietà e metalli preziosi o la generazione di interessi o rendite dalla detenzione degli stessi (come i dividendi di un'azienda, mediante il possesso di azioni).

## Descrizione
L'imposta o la tassa sul reddito da capitale solitamente ha come principale base imponibile l'utile, ovvero il guadagno netto (ricavato meno il costo iniziale), della vendita o dell'utilizzo di un bene mobile o immobile.
Tale tributo è differente da paese e solitamente viene considerato in maniera differente a seconda che il profitto sia fatto da un individuo o da un'impresa: in generale, però, il legislatore in molte parti del mondo si è orientato verso l'uso di flat tax. In alcuni paesi, in aggiunta, il profitto da capitale viene fatto rientrare nel reddito generale di una persona, non disponendo quindi di aliquote personalizzate.
In svariati paesi, inoltre, vi è una differente tassazione a seconda che il bene che genera profitto dal suo utilizzo o vendita sia posseduto per almeno un certo periodo di tempo o meno (differenza tra short-term capital e long-term capital, con l'intento del legislatore di favorire solitamente quelli a lungo termine), solitamente almeno uno o due anni.
In molti paesi sono stati creati, infine, degli speciali strumenti di risparmio e investimento (come il piano individuale di risparmio e i fondo comuni di investimento in Italia e gli equivalenti all'estero) che sono soggetti a tassazione agevolata o in certi casi nulla sui profitti realizzati. Solitamente si richiede di mantenere tali strumenti per 5 anni o un periodo simile.

## L'imposta sulle plusvalenze nel mondo

### Italia
In Italia, si individua la categoria dei redditi di natura finanziaria al cui interno sono ricompresi i redditi da capitale e gli altri redditi di natura finanziaria, tra cui rientrano le plusvalenze, o capital gain.
La principale legge che disciplina la tassazione sui redditi da capitale è il Testo unico delle imposte sui redditi (TUIR), riportante la definizione di Redditi da capitale agli artt. 44 - 48.
I redditi da capitale, che rappresentano una delle sei categorie in cui sono classificati i redditi, sono i proventi derivanti dalle rendite finanziarie e dai dividendi da partecipazione. Su di essi si applica la cedolare, un’aliquota standard fissata al 26%.
Le plusvalenze (o capital gain), invece, appartengono alla categoria dei redditi diversi, ossia quei redditi rientranti nell’elenco delle cinque categorie previste dall’art. 6 TUIR.
La tassazione dei redditi diversi è generalmente del 26% e viene applicata alle azioni e ai future, ai certificate, e a molti altri strumenti come Etf e Fondi Comuni. Anche i dividendi che vengono desunti dalle singole azioni sono tassati al 26%. Alcune eccezioni riguardano il capital gain sui titoli di Stato, ovvero sui BOT, sui BTP, sui CCTeu che beneficiano di una tassazione diversa, pari al 12,50%.

### Regno Unito
Nel Regno Unito la tassazione sui redditi da capitale fu introdotta nel 1965 da James Callaghan. La tassazione sui profitti da capitale si basa su quale aliquota della Income Tax locale si sia assoggettati.
Per gli individui residenti nel Regno che hanno redditi bassi (sotto le 50.000£ annuali) vi è una tassazione sui redditi da capitale pari al 18% per i profitti su proprietà immobiliari e al 10% per i profitti da altre fonti. Per le persone che pagano aliquote superiori sui redditi, le due aliquote sono invece rispettivamente del 28% e del 20%.

### Stati Uniti d'America
Negli Stati Uniti le singole persone e le società pagano un'unica imposta sul reddito (chiamata nel mondo anglosassone Income Tax) sul totale netto dei loro redditi. Vi è una importante distinzione tra i profitti su capitali a breve termine (short term capital gains, per proprietà e beni detenuti per meno di un anno), che ricadono nelle aliquote ordinarie della Income Tax, e quelli su capitali a lungo termine (long-term capital gains, detenuti per oltre un anno), che invece vengono tassati con aliquote ridotte.
Oggi vi sono tre aliquote ridotte rispetto alla Income Tax ordinaria per i capitali a lungo termine: 0%, 15% e 20% a seconda del reddito del singolo individuo o della coppia, oppure del valore della proprietà o del trust.

### Australia
In Australia la tassazione sui redditi da capitale, introdotta nel 1985, rientra nella Incoma Tax locale e si basa sui profitti effettivamente realizzati. Ai fini della tassazione contano quelli realizzati in tutto il mondo, non solo nell'Australia stessa. Vi è uno sconto del 50% sul totale dell'imposta per reddito da capitale da pagare, se si mantiene un certo bene per almeno un anno.

### Svezia
In Svezia si applica un'aliquota che arriva fino al 30% per i profitti da capitale.
Particolarmente degno di nota, anche a livello internazionale, è l'ISK (Investeringssparkonto) introdotto nel 2012, uno strumento per stimolare gli investimenti in fondi di vario tipo. Non vi è alcuna tassazione dedicata ai profitti sui capitali fatti attraverso l'ISK, ma gli utenti pagano una tassa fissa annuale corrispondente al 30% della percentuale del presunto profitto medio che un investitore farebbe in un certo anno, sulla base del tasso di interesse nazionale. Nel 2021, la tassa è al 0,375% del bilancio del conto.

### Cina
In Cina vi è una differenza importante a seconda che la persona o la società che generano dei profitti risiedano a livello legale nel paese o meno. Vi è un'aliquota flat tax generale del 20% per i profitti da capitale, ma vi sono alcune aliquote ridotte o aumentate per particolari tipi di profitti, come quelli passivi (affitti o rendite, interessi e dividendi) e altri ancora.

### Francia
Dal 2018 vi è un'aliquota flat tax generale del 30%, introdotta da Macron come realizzazione della sua promessa elettorale ed è chiamata Prélèvement Forfaitaire Unique (PFU). Prima vi erano delle aliquote che variavano dal 15,5% al 60,5% con varie condizioni.
Se i profitti sono realizzati o gli investimenti fatti mediante particolari strumenti finanziari (come speciali conti di risparmio chiamati PEA, a patto di mantenerlo per almeno 5 anni), si devono pagare solo i contributi sociali al 17,2%.

### Germania
Dal gennaio 2009 in Germania è in vigore una severa tassa sui redditi da capitale, chiamata Abgeltungsteuer (e applicata sia nella Germania stessa, che in Austria e in Lussemburgo): si applica per azioni, titoli di Stato, fondi, certificati, interessi bancari e altro ancora. Trattasi di una flat tax con aliquota generale al 25% (per gli individui singoli), mentre i profitti da capitale per le imprese sono esentati dalla tassazione.

#### Lussemburgo
In Lussemburgo l'aliquota per i redditi da capitale è del 15% per i residenti nel paese e del 35% per i cittadini europei non residenti.

### Olanda
In generale, i profitti da capitale sono esentati dalle tasse. Le eccezioni riguardano i profitti dalla vendita di assets aziendali (incluse proprietà immobiliari), dalla liquidazione di un'impresa, dalla vendita di una parte azionaria di una società . Per gli interessi e i dividendi, vi è un'aliquota unica al 26,5%.

### Nuova Zelanda
La Nuova Zelanda non ha in generale una tassa sui redditi da capitale, ma potrebbe essere imposta dalle autorità una tassazione sui profitti ottenuti dalla vendita di proprietà immobiliari e fondi agricoli, se si riesce a provare che furono acquistati con il solo scopo di essere rivenduti a prezzo maggiorato.
Nel 2019 fu proposta dal Tax Working Group una tassazione al 33% sui profitti da capitale per diminuire le imposte dirette e migliorare il welfare, ma non fu raggiunto nessun accordo nel governo.

### Norvegia
In Norvegia l'aliquota per le persone fisiche è del 22%, al 2019. Profitti generati dall'investimento in azioni o bond vengono aumentati del 44% prima di essere tassati, corrispondendo in un'aliquota effettiva del 31,68%.

### Svizzera
Non vi sono tasse sui profitti da capitale per le persone fisiche, tranne per chi è considerato un azionista professionale, sebbene accada raramente. I profitti su capitali generati dalle imprese sono tassati come parte delle entrate ordinarie.
Per la vendita di proprietà immobiliari, ogni cantone ha la propria tassazione personalizzata. Per le persone fisiche vi sono delle aliquote diverse a quelle dell'imposta sul reddito, mentre per le imprese si fa rientrare il profitto da capitali nelle entrate ordinarie dell'impresa.

### Spagna
Sono previste 4 aliquote per i profitti annuali da capitale:
- 19%: 0€ - 6.000€
- 21%: 6.000€ - 50.000€
- 23%: 50.000€ - 200.000€
- 26%: 200.000€+

### Polonia
Dal 2004 vi è un'aliquota unica al 19% sui redditi da capitale: sono incluse la vendita di azioni, bond, fondi di vario tipo, interessi bancari e altro ancora.